# إدوارد ديلون
إدوارد ديلون (بالإنجليزية:Edward Dillon) (مواليد 1 يناير 1879 - وفيات 11 يوليو 1933). ممثل ومخرج وكاتب سيناريو أمريكي في عصر السينما الصامتة. ظهر في 327 فيلما بين عامي 1905 و1932. ووجه أيضا 134 فيلما بين عامي 1913 و1926. ولد في نيويورك، نيويورك، وتوفي في هوليوود، كاليفورنيا من نوبة قلبية، عن عمر يناهز 54 عاما . وهو شقيق الممثل جون تي ديلون.

## روابط خارجية
- إدوارد ديلون على موقع IMDb (الإنجليزية)
- إدوارد ديلون على موقع أول موفي (الإنجليزية)
- إدوارد ديلون على موقع قاعدة بيانات برودواي على الإنترنت (الإنجليزية)
- إدوارد ديلون على موقع قاعدة بيانات الأفلام السويدية (السويدية)
- إدوارد ديلون على موقع قاعدة بيانات الفيلم (الإنجليزية)
- إدوارد ديلون على موقع كينوبويسك (الروسية)